# Drífa Harðardóttir

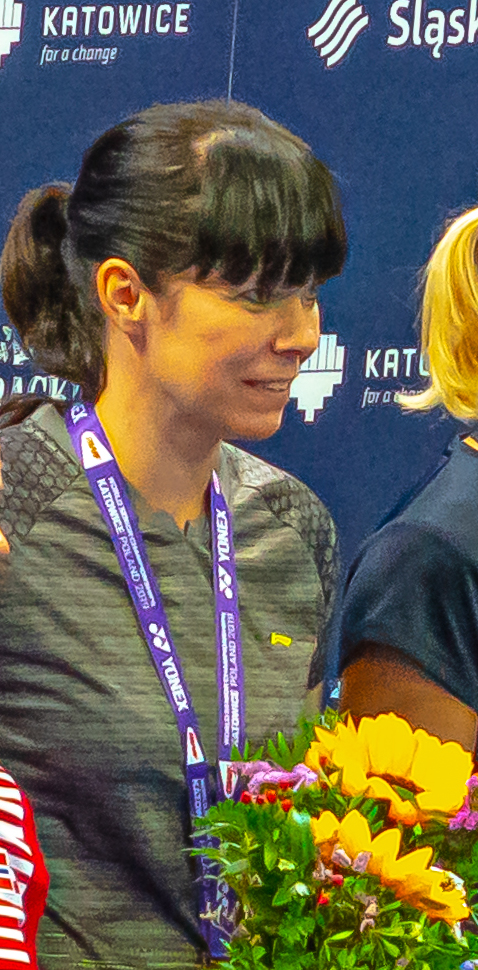
Drífa Harðardóttir 2019

Drífa Harðardóttir (* 28. Juni 1977) ist eine isländische Badmintonspielerin.

## Karriere
Drífa Harðardóttir siegte 1998 erstmals bei den nationalen Titelkämpfen in Island. Weitere Titelgewinne folgten 1999, 2003, 2004 und 2006. 1999 siegte sie bei den Iceland International. Im selben Jahr nahm sie auch an den Badminton-Weltmeisterschaften teil.

## Sportliche Erfolge
| Saison | Veranstaltung                 | Disziplin   | Platz | Name                                       |
| ------ | ----------------------------- | ----------- | ----- | ------------------------------------------ |
| 1998   | Island: Einzelmeisterschaften | Mixed       | 1     | Árni Þór Hallgrímsson / Drífa Harðardóttir |
| 1999   | Iceland International         | Damendoppel | 1     | Vigdís Ásgeirsdóttir / Drífa Harðardóttir  |
| 1999   | Island: Einzelmeisterschaften | Mixed       | 1     | Broddi Kristjánsson / Drífa Harðardóttir   |
| 2003   | Island: Einzelmeisterschaften | Mixed       | 1     | Sveinn Sölvason / Drífa Harðardóttir       |
| 2004   | Island: Einzelmeisterschaften | Mixed       | 1     | Sveinn Sölvason / Drífa Harðardóttir       |
| 2004   | Island: Einzelmeisterschaften | Damendoppel | 1     | Drífa Harðardóttir / Sara Jónsdóttir       |
| 2006   | Island: Einzelmeisterschaften | Mixed       | 1     | Helgi Jóhannesson / Drífa Harðardóttir     |
| 2024   | Island: Einzelmeisterschaften | Damendoppel | 1     | Gerda Voitechovskaja / Drífa Harðardóttir  |